# Potentilla gelida
Potentilla gelida là loài thực vật có hoa trong họ Hoa hồng. Loài này được C.A. Mey. miêu tả khoa học đầu tiên năm 1831.